# Хайнсберг
Хайнсберг (в русской исторической литературе принято название Гейнсберг; нем. Heinsberg) — город в Германии, районный центр, расположен в земле Северный Рейн-Вестфалия.
Подчинён административному округу Кёльн. Входит в состав района Хайнсберг. Население составляет 41 942 человек (на 31 декабря 2018 года). Занимает площадь 92,14 км². Официальный код — 05 3 70 016.

## Административное деление
Город подразделяется на 13 городских округов: 
- Апхофен/Лаффельд (Aphoven/Laffeld)
- Вальденрат (Waldenrath) с Эрпен (Erpen), Пютт (Pütt), Шайфендаль (Scheifendahl) и Штратен (Straeten)
- Дреммен (Dremmen)
- Каркен (Karken)
- Кемпен (Kempen)
- Кирххофен (Kirchhoven) с Финн (Vinn)
- Лик (Lieck)
- Обербрух (Oberbruch) с Эшвайлер (Eschweiler), Греббен (Grebben) и Хюльхофен (Hülhoven)
- Порселен (Porselen) с Хорст (Horst)
- Рандерат (Randerath) с Химмерих (Himmerich) и Уттерат (Uetterath)
- Унтербрух (Unterbruch)
- Хайнсберг (Heinsberg)
- Шафхаузен (Schafhausen) с Шляйден (Schleiden)

## Достопримечательности
- Часовня Мариенклостер

## Личности
- Филипп I фон Хайнсберг (1135-1191) —  немецкий церковный и государственный деятель, архиепископ Кёльнский, архиканцлер Германии и Италии
- Жан-Франсуа Эбен (1721-1763) — французский мастер-мебельщик
- Карл Бегас (1794-1854) — немецкий художник

## Фотографии

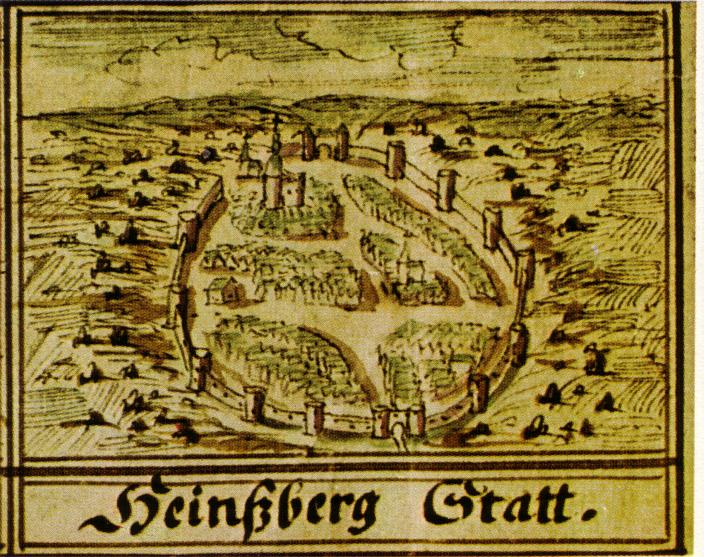
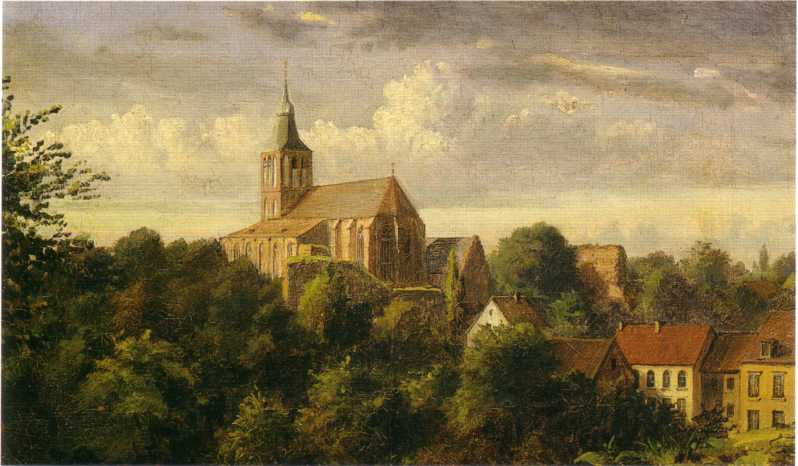
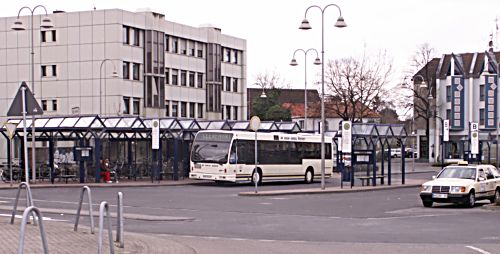
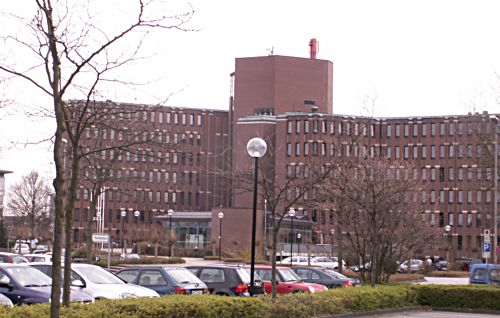